# Giuditta Rissone
Giuditta Rissone (Genova, 28 agosto 1895 – Roma, 31 maggio 1977) è stata un'attrice italiana, attiva in teatro e nel cinema.

## Biografia

Giuditta Rissone nel 1927

Proveniente da una famiglia di attori, figlia di Vittorio Rissone e di Luigia Cavatore, sorella di Checco Rissone, esordì giovanissima in teatro con Lyda Borelli e raggiunse la notorietà quando entrò a far parte, nel 1921, della compagnia di Vera Vergani, Luigi Cimara e Luigi Almirante, diretta dal drammaturgo Dario Niccodemi.
Divenne "prima attrice" nel 1927, nella compagnia di Sergio Tofano, che era specializzata nel repertorio brillante. La Rissone era infatti un'attrice dalle spiccate doti comiche. In seguito passò al teatro di rivista con la compagnia Za-Bum e nel 1931 fu tra i protagonisti de Le lucciole della città, al fianco di Vittorio De Sica. 
Nel 1937, ad Asti, l'attrice sposò Vittorio De Sica dal quale ebbe la figlia Emilia, detta Emi (1938-2021). In seguito i due si separarono e De Sica contrasse una seconda unione con María Mercader.
Nel 1933, a coronamento della fama raggiunta, Giuditta Rissone "entrò in ditta" con Tofano e De Sica, cioè creò, insieme a loro, una compagnia teatrale che portava i loro nomi (denominata quindi Tofano-Rissone-De Sica). Tofano lasciò la formazione due anni dopo, sostituito da Umberto Melnati.
La compagnia così composta durò fino al 1939, affermandosi nella realizzazione di spettacoli brillanti e ottenendo grandi successi, tra i quali la messa in scena di Due dozzine di rose scarlatte di Aldo De Benedetti. Dopo la seconda guerra mondiale, però, la Rissone fece soltanto alcune sporadiche apparizioni sul palcoscenico.
Nel corso della sua carriera partecipò a numerosi film, spesso al fianco di De Sica, talvolta in trasposizioni di testi già proposti in teatro. Nel 1962 Federico Fellini la chiamò a interpretare la madre di Guido Anselmi (Marcello Mastroianni) in 8½.

## Filmografia

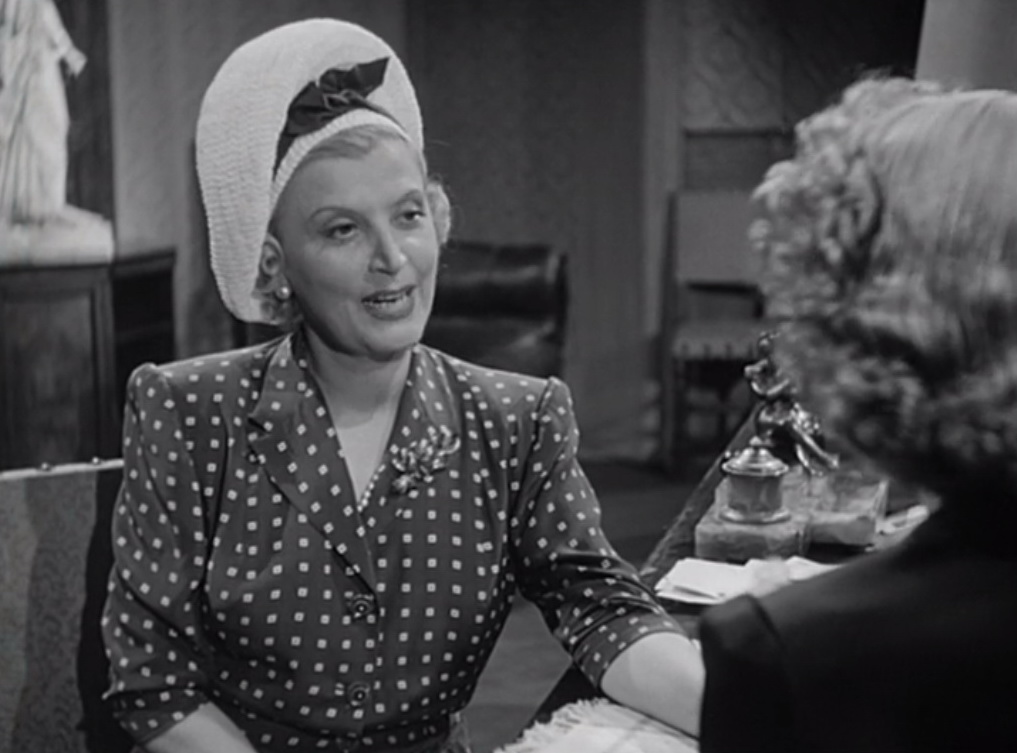
Giuditta Rissone ne La vispa Teresa (1943)

- La segretaria per tutti, regia di Amleto Palermi (1932)
- Un cattivo soggetto, regia di Mario Mattoli (1933)
- Il trattato scomparso, regia di Mario Bonnard (1933)
- Amo te sola, regia di Mario Mattoli (1935)
- Lohengrin, regia di Nunzio Malasomma (1936)
- Questi ragazzi, regia di Mario Mattoli (1937)
- Ai vostri ordini, signora..., regia di Mario Mattoli (1938)
- La fanciulla di Portici, regia di Mario Bonnard (1940)
- Ore 9: lezione di chimica, regia di Mario Mattoli (1941)
- L'avventuriera del piano di sopra, regia di Raffaello Matarazzo (1941)
- Teresa Venerdì, regia di Vittorio De Sica (1941)
- Catene invisibili, regia di Mario Mattoli (1942)
- Stasera niente di nuovo, regia di Mario Mattoli (1942)
- Una storia d'amore, regia di Mario Camerini (1942)
- 4 passi fra le nuvole, regia di Alessandro Blasetti (1942)
- In due si soffre meglio, regia di Nunzio Malasomma (1943)
- La vispa Teresa, regia di Mario Mattoli (1943)
- Nessuno torna indietro , regia di Alessandro Blasetti (1943)
- Eugenia Grandet, regia di Mario Soldati (1947)
- Totò al giro d'Italia, regia di Mario Mattoli (1948)
- Tormento, regia di Raffaello Matarazzo (1950)
- 8½, regia di Federico Fellini (1963)
- La ragazza in prestito, regia di Alfredo Giannetti (1964)

### Doppiatrici
- Lydia Simoneschi in Tormento
- Giulietta Masina in 8½